# Matthias Dinter
Matthias Dinter (* 1968 in Singen) ist ein deutscher Drehbuchautor, Regisseur und Comiczeichner. Gemeinsam mit Martin Ritzenhoff zeichnet er sich unter anderem verantwortlich für die Kinofilme Feuer, Eis & Dosenbier, Was nicht passt, wird passend gemacht und Fußball ist unser Leben.

## Leben
Dinter wuchs als mittlerer Sohn einer Familie in Gaienhofen am Bodensee auf. Mit seinen Brüdern Jan und Stefan drehte er erste Schmalfilme (z. B. -,49, Santa Claws, Skin Trade), die auf verschiedenen Filmfestivals liefen. Noch während seines Studiums an der Filmakademie Baden-Württemberg schuf Dinter mit dem Filmkommando Ludwigsburg (FKL), zu dessen Gründungsmitgliedern er zählt, Zuspieler für Filme wie Sönke Wortmanns Der bewegte Mann und Nico Hofmanns Der letzte Kosmonaut. Das Studium schloss Dinter 1996 mit Diplom ab, etablierte sich zunächst als Drehbuchautor für Film und Fernsehen und gab 2002 mit Feuer, Eis & Dosenbier sein Regiedebüt.
Der familiäre Zusammenhalt prägt Dinters Werk bis heute. Unter dem Pseudonym EmdE veröffentlichte er zahlreiche Comicalben, die in Zusammenarbeit mit seinen Brüdern entstanden. Seit 1998 lebt Dinter in Köln. Er hat einen Sohn und ist verheiratet.

## Werke

### Drehbuch und Regie
- 2002: Feuer, Eis & Dosenbier
- 2004: Die Nacht der lebenden Loser
- 2004: Schulmädchen (Fernsehserie)
- 2005: Alles außer Sex (Fernsehserie)

### Drehbücher
- 1984: T G M B M (Projektfilm)
- 1995: Rohe Ostern
- 1997: Was nicht passt, wird passend gemacht (Kurzfilm)
- 1999: Recycled (TV) gemeinsam mit Mani Beckmann und Maria von Heland
- 1999: Das Biest im Bodensee (TV)
- 1999: Die Bademeister – Weiber, saufen, Leben retten (TV)
- 2000: Fußball ist unser Leben
- 2002: Feuer, Eis und Dosenbier
- 2002: Was nicht passt, wird passend gemacht
- 2003: Der letzte Lude
- 2004: Die Nacht der lebenden Loser
- 2007: Tatort: Der Kormorankrieg (TV), gemeinsam mit Xao Seffcheque
- 2013: Der Weihnachtskrieg (TV)
- 2014: Julia und der Offizier (TV)
- 2015: Einstein (Fernsehfilm)
- seit 2017: Einstein (Fernsehserie)
- 2019: Verliebt auf Island (Fernsehfilm)

### Comics
- Bolf – Akim Asylum (Zwerchfell, 1992)
- Knurf – Held der grünen Hölle (Zwerchfell, 1996, mit Stefan und Jan Dinter)
- Knurf 400 (Zwerchfell, 1996)
- Kabelsalat (Zwerchfell, 1998)
- Knurf 34: Blonder Wahnsinn – Schwarzes Herz (Zwerchfell, 1998)
- Ein Heim für Aliens 1 (Dino, 1998)
- Kombat Babes 1 (Zwerchfell, 2000)
- Die kleinen Mutterficker 1–4 (Zwerchfell, 2000–2004)